# 파티 대소동
파티 대소동(Animal Crackers)은 미국에서 제작된 빅터 히어만 감독의 1930년 뮤지컬 영화이다. 그루초 막스 등이 주연으로 출연하였다.

## 출연

### 주연
- 그루초 막스
- 하포 마스
- 치코 마르크스
- 제포 마르크스

### 조연
- 릴리언 로스
- 마가렛 듀몬트
- 로버트 그레그
- 로버트 알렌
- 도널드 맥브라이드
- 앤 로스
- 앤 로스

## 제작진
- 원작자: 조지 S. 코프만
- 원작자: 해리 루비
- 원작자: 버트 캘마
- 미술: 에른스트 페크테